# Leptura grahamiana
Leptura grahamiana es una especie de escarabajo longicornio del género Leptura, categorizada en la tribu Lepturini, de la subfamilia Lepturinae. Fue descrita por Gressitt en 1938.

## Descripción
Mide 11-16 mm de longitud.

## Distribución
Se distribuye por China, Provincia Sichuan , Washan, 11,000 ft.